# Jon Felix Erezuma Uriarte
Jon Felix Erezuma Uriarte   (Guernica, 23 de maig de 1963 - Lliçà d'Amunt, 30 de maig de 1991) va ser un activista polític basc que, integrat al comando Barcelona de la banda Euskadi Ta Askatasuna (ETA), va participar, entre d'altres, en l'atemptat de Sabadell del 1990, amb sis agents del Cos Nacional de Policia morts, i en l'atemptat a la caserna de la Guàrdia Civil de Vic el 1991, en què van morir deu persones i 44 més van resultar ferides.

## Biografia
Després de perpetrar l'atemptat de l'Hipercor el 19 de juny de 1987, en el qual van morir vint-i-una persones, el comando Barcelona d'ETA va quedar desarticulat arran de la detenció de dos dels seus integrants, Domingo Troitiño i Josefa Ernaga. Va ser llavors quan Joan Carles Monteagudo (1960-1991), que ja havia col·laborat amb ETA abans i que havia abandonat Terra Lliure per la seva renúncia a la lluita armada, es va encarregar de reorganitzar el comando.
Ja renovat, el comando va perpetrar, entre d'altres, dos atemptats: un, el 8 de desembre de 1990, amb cotxe bomba contra un grup d'agents del Cos Nacional de Policia a Sabadell, i un altre contra la casa caserna de la Guàrdia Civil a Vic, el 29 de maig de 1991. Entre tots dos, hi va haver un total de setze víctimes mortals. Juan José Zubieta, membre també del comando Barcelona, va assegurar després de ser detingut per la Guàrdia Civil que va ser Monteagudo qui va fer detonar el cotxe bomba a Vic. Uns dies abans de l'atemptat de Sabadell, ETA havia atemptat amb cotxe bomba contra la caserna de la Guàrdia Civil a la Ràpita, si bé no hi va haver víctimes mortals. L'endemà de l'atemptat de Vic, Erezuma i Monteagudo es van embrancar en un tiroteig amb la Guàrdia Civil a la localitat de Lliçà d'Amunt. Monteagudo hi va perdre la vida, mentre que Erezuma, que aleshores era el número dos, moriria camí de l'hospital en circumstàncies encara no esclarides. Segons la documentació que es va requisar a Monteagudo, Jordi Pujol, llavors president de la Generalitat de Catalunya, es comptava entre els possibles objectius del comando. El tercer membre del comando, Juan José Zubieta, sí que va ser detingut, va ser condemnat a 1.311 anys de presó i excarcerat del centre penitenciari de Monterroso el 20 de novembre de 2013, després de 22 anys a la presó, en virtut de la sentència del Tribunal Europeu de Drets Humans que derogava l'anomenada doctrina Parot.